# Université préfectorale pour femmes de Gunma
L'université préfectorale pour femmes de Gunma (群馬県立女子大学, Gunma kenritsu joshi daigaku) est une université publique située dans la ville de Tamamura, préfecture de Gunma au Japon. L'école est fondée en 1980.

## Source
- (en) Cet article est partiellement ou en totalité issu de l’article de Wikipédia en anglais intitulé « Gunma Prefectural Women's University » (voir la liste des auteurs).